# The Guardian Legend
The Guardian Legend (ガーディック外伝, Guardic Gaiden) est un jeu vidéo développé par Compile sous la direction de Masamitsu Niitani et sorti en 1988. Le jeu se déroule en deux phases distinctes, une ou l'on dirige l'héroïne à pied et de genre action-aventure et une ou l'on dirige un vaisseau et qui est de genre shoot them up. Le joueur contrôle une jeune femme qui doit empêcher Naju, une planète extraterrestre, d'entrer en collision avec la Terre.

## Trame

### Résumé
Alyssa est une jeune femme androïde gardienne de la Terre qui a la capacité de se transformer en vaisseau spatial. Elle est envoyée sur Naju afin d'empêcher la planète d'entrer en collision avec la Terre. Après un premier combat contre un système de défense, l'héroïne se pose enfin. En arrivant sur Naju, elle découvre un message d'un habitant enregistré sur un ordinateur. Le message explique qu'il faut lancer le système d'auto-destruction pour annihiler la planète et les extra-terrestres qui l'ont envahie en même temps. Pour cela, il faut détruire les 10 systèmes de sécurité qui permettent de lancer la procédure. Alyssa parcourt alors la planète sur terre et dans les airs pour vaincre tous les extra-terrestres. Après un ultime combat contre leur chef suprême, elle déclenche l'auto-destruction et sauve la Terre de sa fin tragique.

### Univers
Le monde de Naju est composé de plusieurs zones aux décors variés. La première zone du monde est verdoyante bien que la technologie y soit très présente. Il y a des nombreux passage qui permettent d’accéder à des pièces contenant des ordinateurs et des alliés, mais aussi pour aller dans les autres régions de la planète. Le climat dans ces régions est très différent de la zone de départ, on y trouve des parties tropicales, océaniques ou encore volcaniques.
Les créatures rencontrée sur Naju sont de tous types, on trouve des plantes, des animaux, mais aussi des robots.

### Personnage
Alyssa (Miria dans la version japonaise du jeu) est une jeune femme androïde gardienne de la Terre. Elle a apparence humaine, les cheveux noirs et une armure blanche et rouge qui la protège. Elle a la capacité de se transformer en vaisseau spatial pour pouvoir se déplacer sur de grandes distances et combattre les extra-terrestres. Durant son périple, elle rencontrera quelques anciens habitants de la planète Naju qui l'aideront de plusieurs manières. Ces petites créatures rondes permettent d'acheter des améliorations pour les armes, mais aussi de récupérer les codes de sauvegarde de la progression. Alyssa peut aussi trouver de l'aide dans des messages laissés sur des ordinateurs par les habitants de Naju.

## Système de jeu
Le jeu se déroule en deux phases distinctes. Une phase, de genre action-aventure, consiste à explorer la surface de la planète Naju. L’héroïne a apparence humaine et se déplace à pied, et le joueur va devoir parcourir une carte labyrinthique pour rejoindre des corridors où il affronte les boss. Lorsqu'il pénètre dans un corridor le jeu passe dans une phase de genre shoot them up à défilement vertical et l'héroïne se transforme alors en vaisseau spatial. Les corridors principaux permettent l'acquisition de clés et déverrouillent l'accès à de nouvelles zones de la planète, les corridors secondaires donnent, quant à eux, accès à de nouvelles armes et améliorations.
Le joueur récupère des points en tuant des monstres, ce qui permet d'augmenter la quantité d’énergie et de chips maximum. Il peut aussi le faire à l'aide d'objets disséminés dans le monde. L'héroïne possède deux types d'armes, un tir normal en nombre illimité et des armes secondaires récupérées au fil du jeu et qui sont beaucoup plus puissantes, mais en quantité limitée. L'utilisation de ces armes fait diminuer la réserve de chips mais permet de se défendre de manière beaucoup plus efficace notamment pendant les phases en vaisseau. Le tir normal est aussi affecté par la quantité de chips en stock et devient de plus en plus puissant, mais si le nombre baisse en dessous de certains pallier, la puissance redescend. Il existe une arme secondaire d'un type particulier qui a un nombre d'utilisations limité et doit être rechargée indépendamment. Le joueur peut récupérer plusieurs fois la même arme, ce qui a pour effet d'augmenter sa puissance de feu, mais aussi son coût.
Outre les armes secondaires qui peuvent être récupérées, il y a de nombreux autres objets sur la planète. Ces objets se trouvent dans des sortes de coffres laissés aléatoirement par les ennemis à leur mort. Des coffres sont mêmes directement accessibles dans certains endroits du monde. Le joueur peut trouver des objets en formes de cœur qui remplissent sa barre d'énergie, des boules rouges qui donnent quelques chips et un peu de vie, des boules bleues qui donnent uniquement des chips et une sorte de petit container qui redonne tout sa vie à l'héroïne. Il y a aussi deux objets qui ressemblent aux habitants de Naju, un rouge qui augmente le maximum de chips et un bleu qui augmente le maximum de d'énergie que le joueur peut avoir au total. Il existe aussi trois objets qui augmentent les capacités de l'héroïne, un en forme de bouclier pour améliorer son armure, un en forme de pistolet pour la puissance de feu du tir de base et un avec quatre flèches vers le haut qui améliore la cadence de tir de l'arme normal. Il est aussi possible d'acheter des objets aux habitants, comme des armes secondaires, contre des chips.
Le déplacement sur la surface de la planète se fait d'écran en écran. Le passage d'un écran à l'autre s'effectue en marchant ou en utilisant des « portails de téléportation ». Une partie de ces portails nécessite l'utilisation d'une clé pour pouvoir être franchis. Dans certains d'entre eux, des monstres apparaissent et attaquent le joueur, une petite partie de ces écrans contient de mini-boss qui font apparaître un objet une fois vaincu.
La progression du jeu est sauvegardée l'aide d'un code donné par des habitants de la planète caché dans certaines grottes. Ce système aussi présent dans des jeux comme Metroid ou Mega Man, permet de ne pas avoir à faire l'aventure en une seule fois. Une fois le jeu terminé un code nous était donnée (TGL) pour pouvoir rejouer uniquement aux niveaux shoot them up.
Les corridors principaux portent les numéros de 1 à 10, et doivent obligatoirement être fait par le joueur. Leur destruction permet de déclencher l'auto-destruction de la planète, mais leur accès est verrouiller et il faut faire une action particulière pour chacun afin de les ouvrir. Une astuce pour ouvrir chaque corridor est laissée sur un ordinateur caché dans une grotte à la surface planète. Les corridors secondaires sont numérotés de 11 à 21 et sont facultatifs. Ils permettent néanmoins de récupérer des armes secondaires et des améliorations qui peuvent être très utiles.

## Accueil

### Popularité
The Guardian Legend a été classé 87e du top 100 des meilleurs jeu NES par le site IGN.